# Garn

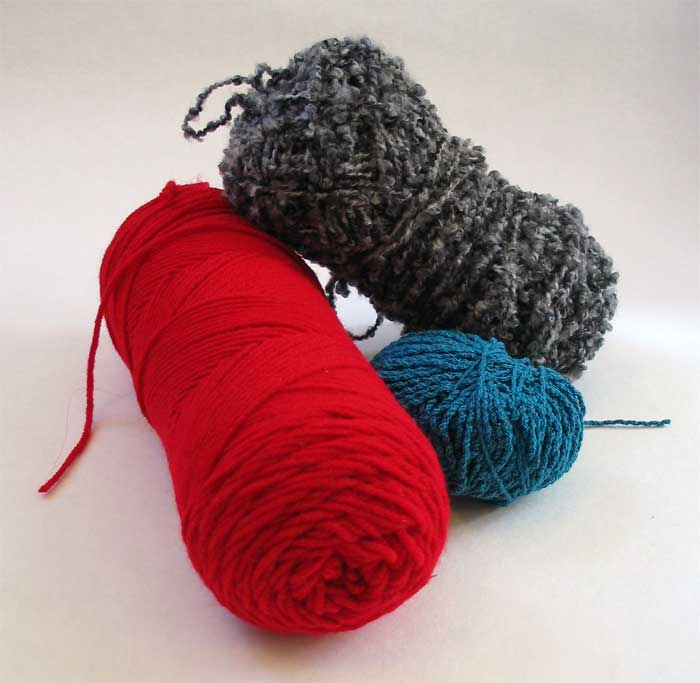
Garnknäuel zum Stricken von Hand

Das Garn (bei tierischer Herkunft umgangssprachlich auch Wolle genannt) ist nach DIN 60900 ein Sammelbegriff für alle linienförmigen textilen Gebilde. Danach ist ein Garn sinngemäß ein langes, dünnes Gebilde aus einer oder mehreren Fasern. Es ist ein textiles Zwischenprodukt, welches zu Geweben, Gestricken, Gewirken und Stickereien verarbeitet werden kann oder auch zum Nähen sowie zur Herstellung von Seilen verwendet wird.
Die Masse des Garns bei einer bestimmten Feuchte, bezogen auf die Länge, wird als Garnfeinheit bezeichnet. Abweichende Feuchte wird nach dem Textilkennzeichnungsgesetz durch einen Handelsgewichtszuschlag berücksichtigt.

## Arten

### Nach der Konstruktion der Garne (Garnaufbau)
- Einfachgarne

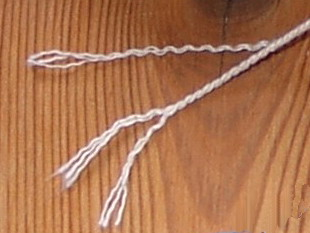
Neunfadiger Zwirn

- Gefachte Garne (bestehen aus zwei oder mehr parallel aufgespulten, nicht miteinander verdrehten Garnen)[2][3][4]
- Gezwirnte Garne (Zwirne)
- Core-Garne (Stapelfasergarne mit einem Filamentkern)
- Gestrickte Garne
- Geflochtene Garne

### Nach dem eingesetzten Spinnverfahren
- nass gesponnene Garne (Nassspinnverfahren, chemisch-technische Spinnverfahren)
- trocken gesponnene Garne (Trockenspinnverfahren, mechanische Spinnverfahren)

### Nach Garntyp entsprechend der Faserlänge
- Stapelfasergarn besteht aus endlich langen Fasern. Durch Verdrehen (Garndrehung) mehrerer Fasern beim Spinnen entsteht ein Garn beliebiger Länge. Je nach eingesetztem Rohstoff unterscheidet man zwischen Kurz- und Langstapelfasergarn.
- Filamentgarn besteht aus theoretisch unendlich langen Fasern, Filamente genannt. Filamentgarne müssen nicht verdreht werden, der Zusammenhalt der Einzelfilamente kann auch durch Verwirbelungen gegeben werden. Es gibt glatte und texturierte Filamentgarne. Monofilamente bestehen aus nur einem Filament, Minifilgarne bestehen aus zwei bis fünf Einzelfasern und Multifilamentgarne bestehen aus vielen Einzelfasern.

### Nach Verwendung und Einsatzgebiet der Garne
- Nähgarn
- Strickgarn
- Stickgarne (z. B. Hand-, Flach- und Rundstrickgarne)
- Makrameegarn
- Webgarne (Kettgarne/Schussgarne)
- Teppichgarne
- Industriegarne, Garne in Fischerei (z. B. Angelschnur), Landwirtschaft (z. B. Pressengarn) und Fleischproduktion (z. B. Wurstgarn)
- Küchengarn
- Spezialgarne: Funktionsgarne, Technische Garne, Effektgarne

### Nach den versponnenen Rohstoffen
zum Beispiel:
- Baumwolle
- Wolle
- Leinen
- Kunstfasern
- Hanf
- Papier
- Mischungen verschiedener Rohstoffe (z. B. Woll-Mischgarn, Baumwoll-Mischgarn)

### Weitere Garntypen

#### Bauschgarn
Bauschgarne bestehen aus texturierten – also gekräuselten – synthetischen Fasern. Die Kräuselung verändert die Eigenschaften der synthetischen Fasern. Die daraus gesponnenen Garne sind sehr elastisch, voluminös und haben eine gute Wärmedämmung.

## Wortherkunft

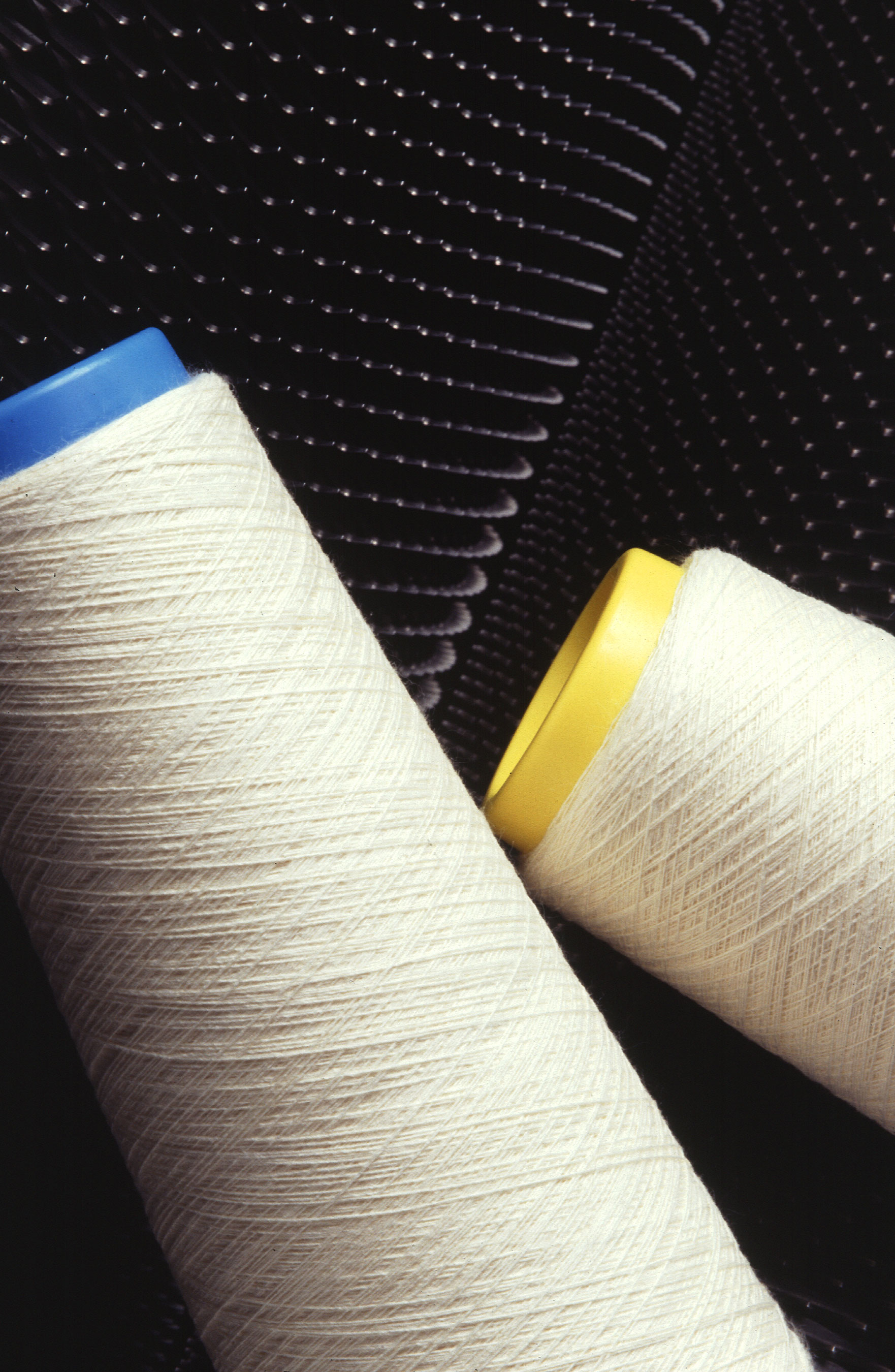
Garnspulen für die Rundstrickmaschine

Das Wort Garn, althochdeutsch garn, altenglisch gearn, altnordisch garn, geht auf das germanische Neutrum *garna- zurück. Daneben existierte im Altnordischen ein feminines Wort gǫrn in der Bedeutung ‚Darm‘. Diese Zweitbedeutung sowie die Zusammensetzungen althochdeutsch mittigerni, altniederdeutsch midgarni und altenglisch micgern ‚Eingeweidefett‘ und schließlich etymologisch verwandte Wörter wie litauisch žárna ‚Darm‘ und lateinisch hernia ‚Eingeweidebruch‘ lassen vermuten, dass die ursprüngliche Bedeutung des Wortes ‚aus getrockneten Därmen gedrehte Schnur‘ war.
Eine Bedeutung im übertragenen Sinne erhielt der Begriff durch Seeleute, die sich beim Spinnen von Garn aus altem Tauwerk unwahre oder übertriebene Geschichten, Seemannsgarn, erzählten.